# Jett Howard
Jett Howard (Chicago, Illinois; 14 de septiembre de 2003) es un baloncestista estadounidense que pertenece a la plantilla de los Orlando Magic de la NBA. Con 1,98 metros de estatura, juega en la posición de alero. Es hijo del exjugador de baloncesto Juwan Howard, que disputó 19 temporadas en la NBA.

## Trayectoria deportiva

### Universidad
Tras participar en su época de secundaria en el prestigioso Jordan Brand Classic, jugó una temporada con los Wolverines de la Universidad de Míchigan, en la que promedió 14,2 puntos, 2,8 rebotes y 2,0 asistencias por partido. Después de la temporada regular, fue incluido en el tercer mewjor quinteto de la Big Ten por parte de los medios y el reconocimiento de mención de honor de los entrenadores, así como el reconocimiento All-Freshman de los entrenadores, marcando la quinta temporada consecutiva que Michigan ha tenido un jugador en el mejor quinteto de novatos de la conferencia (Moussa Diabaté, Hunter Dickinson, Franz Wagner e Ignas Brazdeikis).
El 23 de marzo de 2023, Howard anunció que renunciaría a su elegibilidad restante y se declaró para el draft de la NBA de 2023.

#### Estadísticas
| Año     | Equipo   | PJ | PT | MPP  | %TC  | %3P  | %TL  | RPP | APP | ROB | TPP | PPP  |
| ------- | -------- | -- | -- | ---- | ---- | ---- | ---- | --- | --- | --- | --- | ---- |
| 2022–23 | Michigan | 29 | 29 | 31.8 | .414 | .368 | .800 | 2.8 | 2.0 | .4  | .7  | 14.2 |
| Total   | Total    | 29 | 29 | 31.8 | .414 | .368 | .800 | 2.8 | 2.0 | .4  | .7  | 14.2 |

### Profesional
Fue elegido en la undécima posición del Draft de la NBA de 2023 por los Orlando Magic,

## Estadísticas de su carrera en la NBA

### Temporada regular
| Año     | Equipo  | PJ | PT | MPP  | %TC  | %3P  | %TL  | RPP | APP | ROB | TPP | PPP |
| ------- | ------- | -- | -- | ---- | ---- | ---- | ---- | --- | --- | --- | --- | --- |
| 2023-24 | Orlando | 18 | 0  | 3.7  | .333 | .280 | .500 | .4  | .3  | .1  | .1  | 1.6 |
| 2024-25 | Orlando | 60 | 0  | 11.7 | .374 | .296 | .696 | 1.2 | .7  | .2  | .2  | 4.5 |
| Total   | Total   | 78 | 0  | 9.8  | .370 | .294 | .667 | 1.0 | .6  | .2  | .2  | 3.8 |

### Playoffs
| Año   | Equipo  | PJ | PT | MPP | %TC   | %3P   | %TL | RPP | APP | ROB | TPP | PPP |
| ----- | ------- | -- | -- | --- | ----- | ----- | --- | --- | --- | --- | --- | --- |
| 2024  | Orlando | 2  | 0  | 4.9 | .667  | 1.000 | —   | .5  | .5  | .0  | .0  | 2.5 |
| 2025  | Orlando | 1  | 0  | 4.0 | 1.000 | 1.000 | —   | .0  | .0  | .0  | .0  | 6.0 |
| Total | Total   | 3  | 0  | 4.7 | .800  | 1.000 | —   | .3  | .3  | .0  | .0  | 3.7 |